# Атака українських дронів на нафтобазу у Пролетарську
Атака українських дронів на нафтобазу в Пролетарську, Росія відбулася 18 серпня 2024 р. Атаку здійснили дрони ГУР МО України. Пожела тривала щонайменше 4 дні. РПЦ провела молебень за кілька кілометрів від пожежі з іконою.

## Передумови
У серпні 2024 року російсько-українська війна продовжувала загострюватися, зокрема шляхом використання безпілотних літальних апаратів (БПЛА) для ударів по критичній інфраструктурі. Останні місяці були ознаменовані численними ударами українських дронів по різних об'єктах на території Російської Федерації, що посилювало напруженість у регіоні.

## Події
18 серпня 2024 року українські військові здійснили атаку безпілотниками на нафтобазу в місті Пролетарськ, Ростовська область, Росія. За попередніми даними, атака була проведена з використанням кількох ударних дронів, які вразили резервуари з нафтою, спричинивши масштабну пожежу.
Місцеві російські ЗМІ повідомили, що пожежа на об'єкті тривала кілька годин, і пожежники змогли локалізувати її лише на наступний день. Внаслідок атаки було знищено значний обсяг нафтопродуктів, а також завдано значної шкоди інфраструктурі нафтобази. Інформації про жертви серед персоналу нафтобази не надходило.

## Наслідки
Атака на нафтобазу в Пролетарську викликала гостру реакцію з боку російської влади. Представники Міністерства оборони РФ заявили, що ці атаки є актами агресії та пообіцяли посилити заходи протиповітряної оборони на південних кордонах Росії. Водночас, українська сторона утрималася від офіційних коментарів щодо атаки.
Аналітики вважають, що цей інцидент може посилити напруженість між Росією та Україною, а також спричинити подальше розширення використання безпілотників у війні. Ця атака також свідчить про те, що Україна здатна проводити високоточні удари по стратегічних об'єктах на значній відстані від лінії фронту, що підвищує рівень загрози для російських військових і економічних об'єктів.